# 申布赫地区魏尔
申布赫地区魏尔是德国巴登-符腾堡州的一个市镇。总面积26.12平方公里，总人口9810人，其中男性4842人，女性4968人（2011年12月31日），人口密度376人/平方公里。